# Filoli

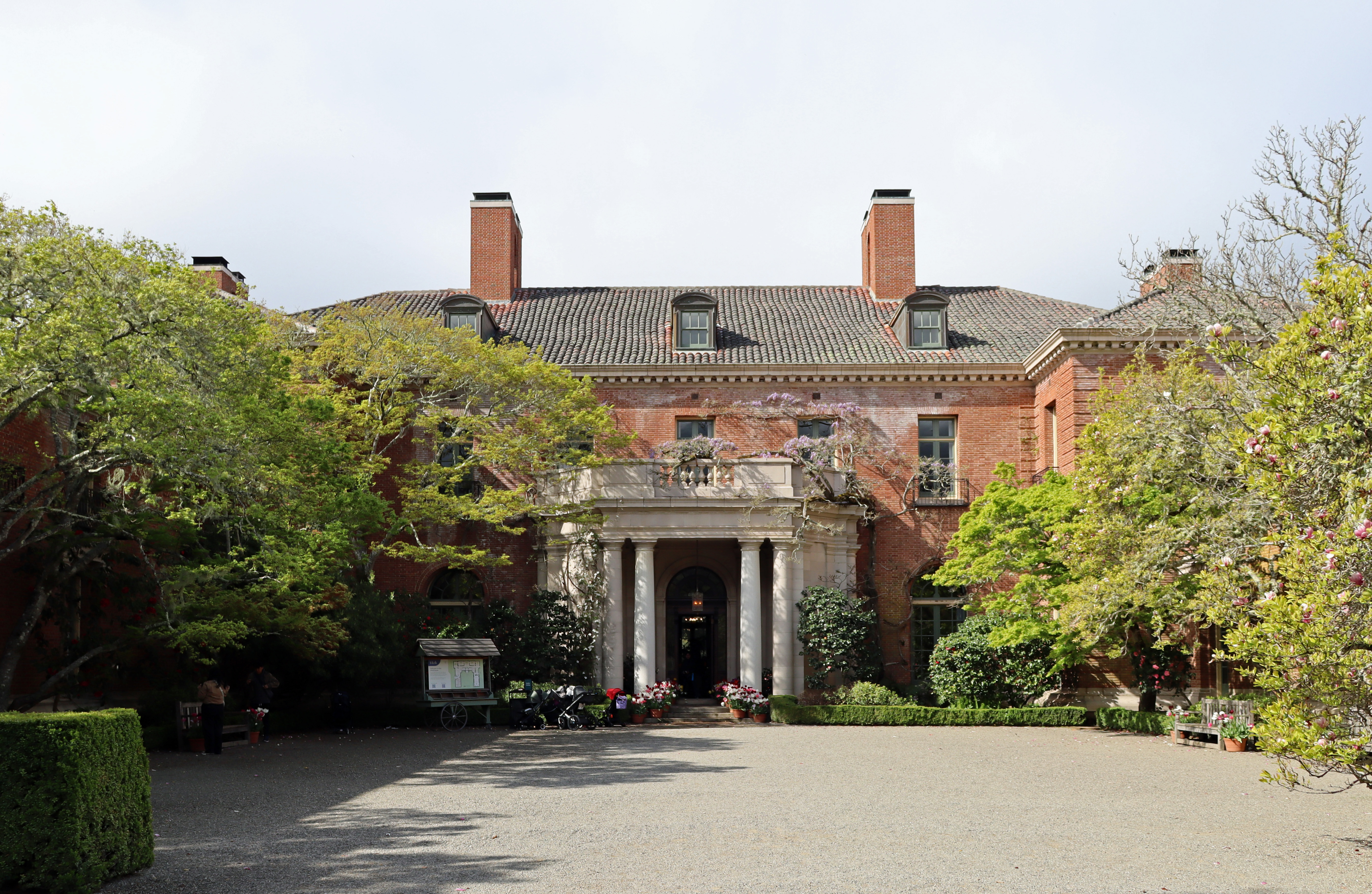
Het landhuis

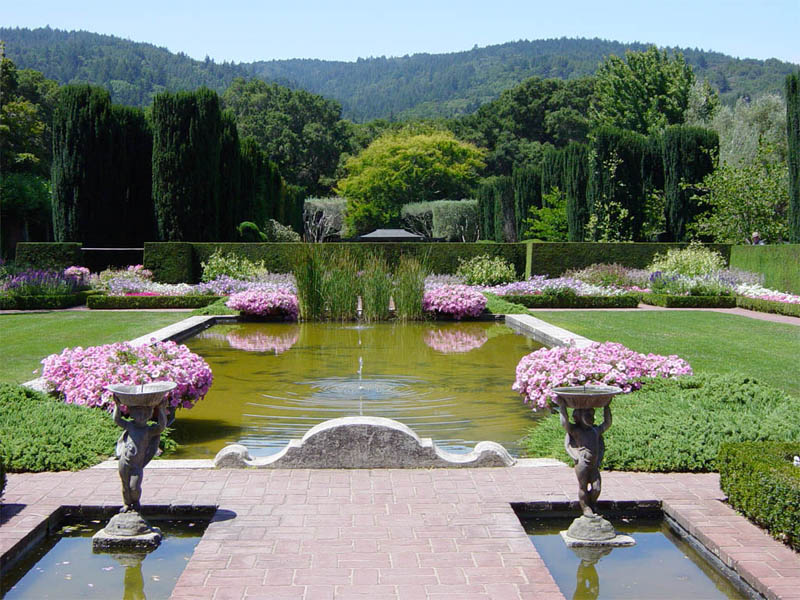
Een van de waterpartijen op het landgoed

Filoli is een landgoed met een landhuis uit de beginjaren van de 20e eeuw. Het ligt in Woodside, 40 km ten zuiden van San Francisco in de Amerikaanse staat Californië. Het gehele landgoed is 265 ha groot en bij het landhuis ligt 6,5 ha aan aangelegde tuinen. Het staat onder bescherming van de Amerikaanse National Trust for Historic Preservation.

## Geschiedenis en stijl
Filoli werd tussen 1915 en 1917 gebouwd voor het echtpaar William Bowers Bourn II en Agnes Moody Bourn. De uit San Francisco afkomstige architect Willis Polk ontwierp het landhuis. Hij had eerder ook al twee huizen van Bourn ontworpen. Bruce Porter was aangesteld om het echtpaar te helpen bij het inrichten van de tuinen, die tussen 1917 en 1922 werden aangelegd. Het geheel werd ontworpen met alle kenmerken die ook in Engelse landgoederen teruggevonden zouden kunnen worden.
De naam van het landhuis en -goed is een acroniem van het levensmotto van William. Die luidde: "Fight for a just cause; Love your fellow man; Live a good life", in het Nederlands: "Vecht voor een eerlijke zaak; Heb je naaste lief; Leef een goed leven".
Na de dood van het echtpaar in 1936 werd het landgoed in 1937 verkocht aan het echtpaar William R. Poth. Zij legden de botanische tuinen aan en mevrouw Poth doneerde het landgoed in 1975 aan de Amerikaanse National Trust. Sinds 1976 is het een museum en zijn de tuinen toegankelijk voor bezoekers.
Het landhuis wordt gerekend tot het historisme. In de Verenigde Staten spreekt men van Georgian style. Het grondvlak van het huis heeft een U-vorm. Het meubilair in het huis stamt voor het grootste deel uit de 18e eeuw.

## Bijzonderheden
- Filoli is een van de laatste landgoederen op het Schiereiland van San Francisco en is van de tuinen het langst in de oorspronkelijke vorm gebleven.[1]
- Het landgoed heeft voor meerdere Hollywood-films als speellocatie gediend. Het landhuis is vooral bekend uit de soapserie Dynasty. Ook de films George of the Jungle en The Game zijn voor een gedeelte gefilmd op Filoli.